# Отавијано
Отавијано (итал. Ottaviano) је насеље у Италији у округу Напуљ, региону Кампанија.
Према процени из 2011. у насељу је живело 23396 становника. Насеље се налази на надморској висини од 129 м.

## Становништво
| 1931.  | 1936.  | 1951.  | 1961.  | 1971.  | 1981.  | 1991.  | 2001.  | 2011.  |
| ------ | ------ | ------ | ------ | ------ | ------ | ------ | ------ | ------ |
| 10.454 | 11.170 | 14.190 | 16.320 | 18.263 | 20.147 | 21.973 | 22.670 | 23.543 |